# Kategoria e Parë (1931)
Kategoria e Parë (1931) – była 2. sezonem Mistrzostw Albanii w piłce nożnej. W rozgrywkach brało udział 7 zespołów. Sezon rozpoczął się 19 kwietnia, a zakończył 5 lipca 1931. Tytuł obroniła drużyna SK Tirana. Tytuł króla strzelców zdobył Teli Samsuri, który w barwach Skënderbeu Korçë zdobył 9 goli.

## Grupa A
| Poz. | Klub              | M | W | R | P | B+ | B- | Pkt | Uwagi            |
| 1    | SK Tirana         | 4 | 2 | 1 | 1 | 6  | 2  | 5   | Finał mistrzostw |
| 2    | Bashkimi Shkodran | 4 | 2 | 1 | 1 | 4  | 3  | 5   |                  |
| 3    | SK Vlorë          | 4 | 1 | 0 | 3 | 4  | 9  | 2   | Spadek           |

| Klub              | SKT | BAS | SKV |
| ----------------- | --- | --- | --- |
| SK Tirana         |     | 0:1 | 4:1 |
| Bashkimi Shkodran | 0:0 |     | 1:2 |
| SK Vlorë          | 0:2 | 1:2 |     |

## Grupa B
| Poz. | Klub             | Mecze | W | R | P | B+ | B- | Pkt | Uwagi            |
| 1    | Teuta Durrës     | 6     | 5 | 1 | 0 | 15 | 2  | 11  | Finał mistrzostw |
| 2    | Skënderbeu Korçë | 6     | 2 | 2 | 2 | 13 | 7  | 6   |                  |
| 3    | Urani Elbasani   | 6     | 3 | 0 | 3 | 9  | 10 | 6   |                  |
| 4    | Muzaka Berat     | 6     | 0 | 1 | 5 | 2  | 20 | 1   | Spadek           |

| Klub             | TD  | SBK | UE  | SKM |
| ---------------- | --- | --- | --- | --- |
| Teuta Durrës     |     | 2:0 | 4:0 | 3:0 |
| Skënderbeu Korçë | 2:2 |     | 0:2 | 7:0 |
| Urani Elbasan    | 0:2 | 0:3 |     | 1:0 |
| SK Muzaka        | 0:2 | 1:1 | 1:6 |     |

## Finał mistrzostw
| 28 czerwca 1931 | SK Tirana    | - | KS Teuta Durrës | 1:1 (0:0) | 1:0 Mark Gurashi, 1:1 Niko Dovana | Tirana |
| 5 lipca 1931    | Teuta Durrës | - | SK Tirana       | 0:3       | Strzelcy bramek nieznani          | Durrës |

Mistrzem Albanii został zespół SK Tirana.